# 伊日·斯沃博达
伊日·斯沃博达（捷克語：Jiří Svoboda，1941年4月19日—），捷克前男子排球运动员。他曾代表捷克斯洛伐克国家队参加1968年夏季奥林匹克运动会排球比赛，获得一枚铜牌。